# Hjältabergets naturreservat
Hjältabergets naturreservat är ett naturreservat i Sollefteå kommun i Västernorrlands län.
Området är naturskyddat sedan 2020 och är 49 hektar stort. Reservatet ligger nordväst om Sollefteå och består av berget med gamla tallar på toppen och granskog med inslag av lövträd längre ner.